# Rubrique-à-brac
 (octobre 2011).
Si vous disposez d'ouvrages ou d'articles de référence ou si vous connaissez des sites web de qualité traitant du thème abordé ici, merci de compléter l'article en donnant les références utiles à sa vérifiabilité et en les liant à la section « Notes et références ».

Rubrique-à-brac est une série de bande dessinée créée par Gotlib à partir de 1968 pour Pilote. Elle fait suite aux Dingodossiers dont Gotlib était le dessinateur et René Goscinny, le scénariste. Ce dernier, surchargé de travail en raison du succès d'Astérix, avait alors encouragé Gotlib à créer ses propres histoires. Il continuera donc dans cette voie : la Rubrique-à-brac était née. 
Les Rubriques-à-brac se caractérisent par un humour intellectuel et iconoclaste, dû à l'apparition récurrente de personnages dans un tourbillon de gags mêlant époque contemporaine et références culturelles. Véritable nouvelle tendance de la bande dessinée, les albums obtiennent un très grand succès et imposent Marcel Gotlib comme l'un des pionniers de la bande dessinée pour adultes.  

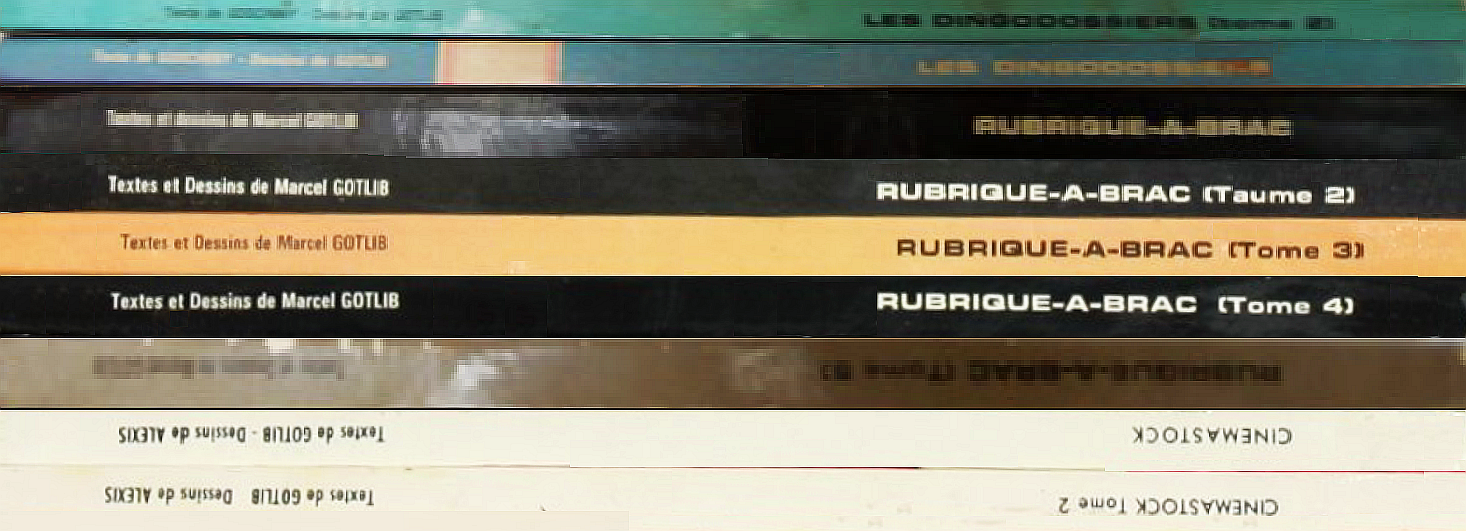
La Rubrique-à-Brac (les cinq volumes du centre).

## Style
La « RAB » présente une collection de récits disparates : relecture anachronique de contes de fées, études fantaisistes du monde animal, comme le cochon, le pélican ou le zèbre (généralement avec l'aide du professeur Burp), la vie d'enfant de l'élève Chaprot ou les multiples variations de l'« histoire du fou qui repeint son plafond », sans oublier les aventures des policiers Bougret et Charolles.
Un nouvel opus de cette saga artistique est sorti en 1997 : la Rubrique-à-brac Gallery. Gotlib y revisite à sa manière les plus grandes œuvres picturales de notre ère (le David de Michel-Ange, La Naissance de Vénus de Cabanel, La Joconde de Léonard de Vinci, Le Sacre de Napoléon de David, L'Autoportrait de Van Gogh). L'humour de Gotlib, qui s'exprime sous la forme de dessins et parodies de tableaux, est assorti d'un commentaire documenté des œuvres originales, écrit par Marie-Ange Guillaume, spécialiste de l'histoire de l'art et secrétaire de rédaction du journal Pilote de 1972 à 1976.
En hommage à la fameuse Rubrique, un recueil paraît en 2008 : la Rubrique Abracadabra (sous-titrée par tous les caïds de la BD (sauf Gotlib)) réunit ainsi les contributions de Bilal, Binet, Tronchet, Édika, Benacquista et Barral, Pierre Christin et Mézières, Goossens, Margerin, Ferri et Larcenet, Arleston et Mourier, Léandri et Solé, Maëster, Dal et Jannin, Mandryka, Dupuy et Berbérian, Lefred-Thouron et Chauzy, Tardi, Lindingre et Julien/CDM, Ptiluc, Zep, Belkrouf et Boucq, Blutch, de Caunes et Guarnido.

## Personnages récurrents
Cinq héros récurrents, Isaac Newton, la coccinelle, le professeur Burp, le commissaire Bougret et son fidèle adjoint Charolles interviennent à tout propos. 
Isaac Newton, en recevant, selon la légende, une pomme sur la tête, en a déduit la loi de l’attraction universelle, ce qui fait de lui le personnage qui recevra tout objet en chute libre de la série (un bouton, un petit-suisse — non, un petit Suisse —, un kangourou, un arbre, un pélican, une citrouille…) afin de réinventer chaque fois l'histoire. À partir de 1972, Superdupont fera aussi ses apparitions dans les Rubriques-à-brac.
La coccinelle, d’abord introduite de manière sporadique et d’un graphisme assez sommaire, s'embellit au fil des apparitions et finit par installer sa présence, tout en donnant son avis sur tout, comme un minuscule chœur antique, et parlant régulièrement de ses brocolis. Elle permet également à Gotlib de s'exprimer à travers elle. La coccinelle est initialement apparue pour remplir les cases qui, sans décor, paraissaient vides. D'abord muette, « après elle s'est mise à parler, elle a eu un rôle à part entière, qui faisait que les gens lisaient deux fois chaque case. Certains étaient agacés, parce que ça parasitait. »
Le professeur Burp fait régulièrement des exposés sur les bêtes et la vie animale.
Bougret et Charolles, caricatures respectives de Gébé et Gotlib, deux policiers menant des enquêtes absurdes impliquant chaque fois deux suspects : Aristidès Othon Frédéric Wilfrid, caricature de Fred, et Blondeaux Georges Jacques Babylas, caricature de Goscinny, ce dernier se trouvant toujours être le coupable. Cette série de planches apparaît dans le troisième tome. De nombreuses variantes existent. Mentionnons Sherlock Bougrès tout en franglais (« aille demande qu'à vous croire, beut canne iou prouve it ? ») ou encore la première enquête de nos héros, encore au cours préparatoire. Cette série est en fait une caricature des Cinq Dernières Minutes, reprenant même la phrase fétiche « Bon sang mais c'est bien sûr ! ».

## Les publications
Aux éditions Dargaud :
- Rubrique-à-brac (5 volumes) ;
- Rubrique-à-brac Gallery ;
- Rubrique-à-brac L'INTÉGRALE ;
- Rubrique Abracadabra, sous-titrée par tous les caïds de la Bédé (sauf Gotlib).